# Бумеранг (ТВ серија)
Бумеранг је хрватска телевизијска хумористичка серија. Емитована 2005. и 2006. године.

## Улоге
| Глумац               | Улога             |
| -------------------- | ----------------- |
| Дарија Кнез          | Мартина Краљ      |
| Љубомир Керекеш      | Влатко Поклеповић |
| Златан Зурхић        | Томас Мршић       |
| Лука Драгић          | Емил Беламарић    |
| Ксила Баратх Бастаић | Жељка Бајс        |
| Ксенија Маринковић   | Софија            |
| Душан Бућан          | Кики              |
| Хана Хегедушић       | Хана              |
| Лука Петрушић        | Антиша            |
| Драшко Зидар         | Ловро             |
| Марија Шкаричић      | Ирена             |
| Славица Кнежевић     | Јосипа Зиљак      |